# Anià d'Alexandria
Anià d'Alexandria (Egipte, s. I - Alexandria, 82-85) va ser un deixeble de l'evangelista Marc, segon patriarca d'Alexandria. És venerat com a sant per totes les confessions cristianes.

## Hagiografia
La seva vida és narrada als Actes de Sant Marc, apòcrifes, i per Eusebi de Cesarea, sense que es pugui esbrinar la versemblança del relat. Diuen que Marc, després del seu viatge a la Cirenaica, va arribar a Alexandria, entrant pel barri de Rakotis. Hi cercà un sabater, ja que tenia una sandàlia trencada i anà a l'obrador d'Anià. Mentre reparava el calçat, Anià es punxà amb l'agulla i renegà enrabiat "Heis ho Theos!" (literalment, "Déu és un"). Marc aprofità l'ocasió i, alhora que li guaria miraculosament la ferida, li predicà l'evangeli. Anià convidà Marc a casa seva, on continuà predicant a ell i la seva família i on els batejà, juntament amb l'amo de la casa. Altres persones van ésser també convertides i batejades.
La moderna historiografia dubta de la historicitat d'aquestes fonts i pensa que Anià hauria estat un noble alexandrí, convertit al cristianisme per Marc.

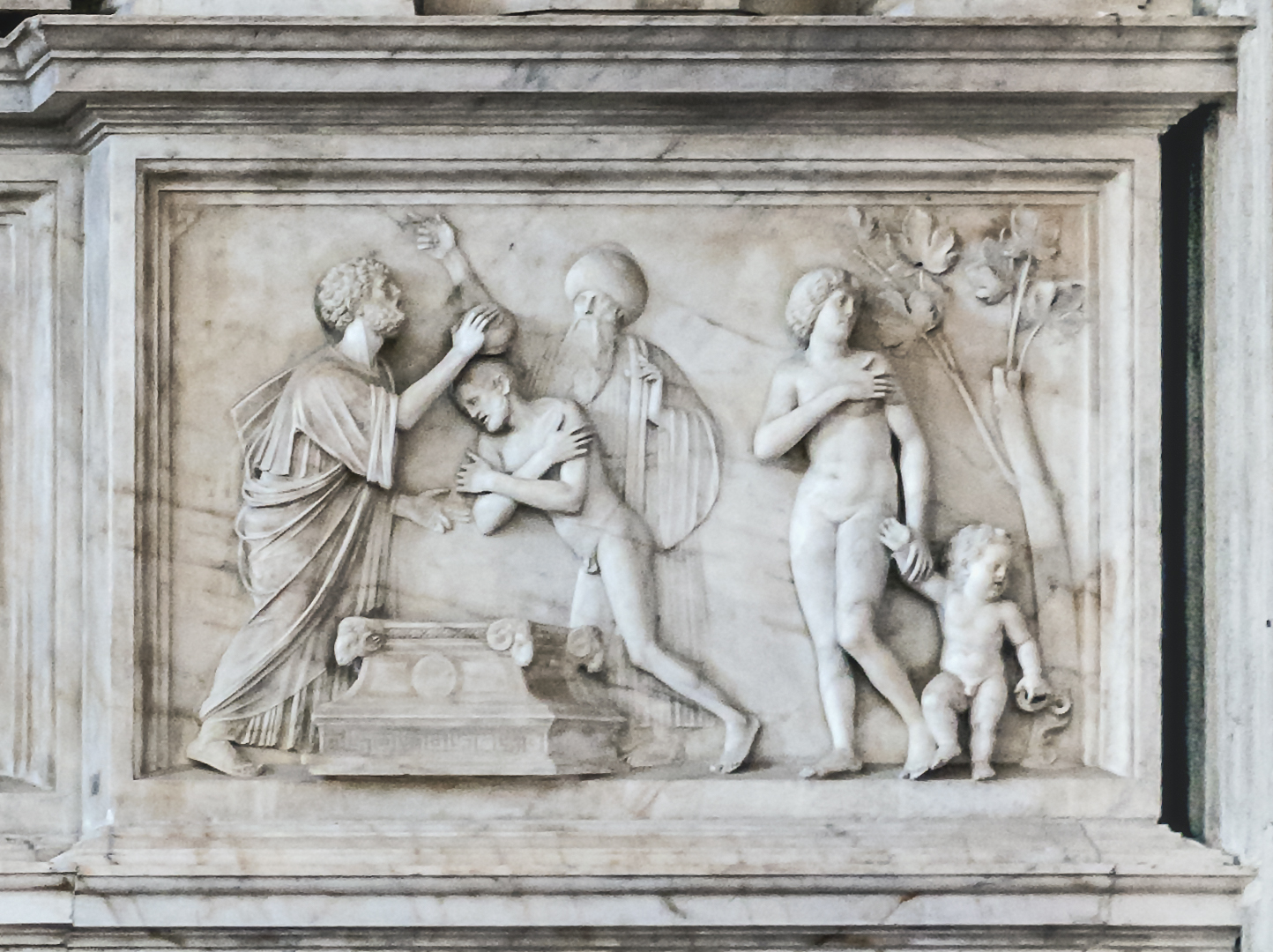
Sant Marc evangelista bateja Anià per Tullio Lombardo, s. XV.
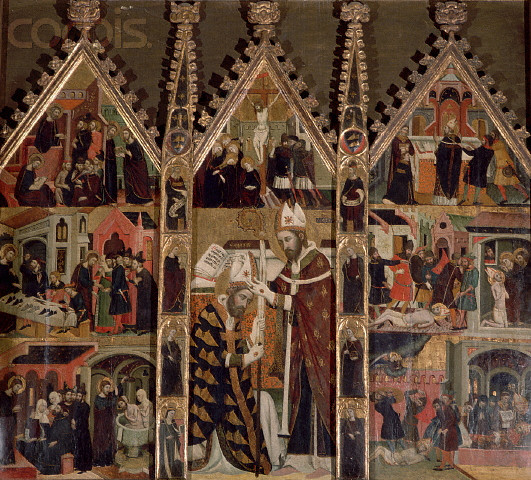
Retaule de Sant Marc, d'Arnau Bassa, 1346, amb escenes de la vida d'Anià i Marc, i la consagració com a bisbe (Seu de Manresa).
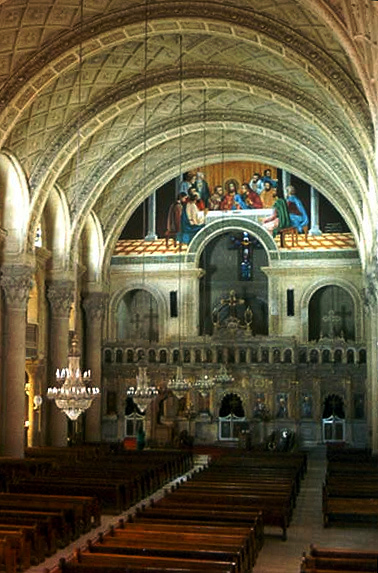
Catedral copta d'Alexandria, on hi ha les restes del sant

### Ordenació d'Anià
Quan Marc va deixar la ciutat, va ordenar Anià com a cap de la comunitat cristiana o bisbe, a més d'ordenar tres preveres i set diaques que l'ajudarien. Quan tornà, dos anys després, va trobar que l'església alexandrina s'havia consolidat i estès, edificant un temple a Bucalis, a l'est del port. Marc hi fou martiritzat i Anià continuà dirigint la comunitat durant un total de disset anys i mig.
Anià morí de mort natural i fou sebollit a la vora de Marc, a l'església de Bucalis. És venerat juntament a Sant Marc el 25 d'abril, llevat de l'Església Copta, que el celebra el 16 de novembre.

## Iconografia
Obresː
- Retaule de Sant Marc i Sant Anià, obra d'Arnau Bassa (segle xiv) a la Seu de Manresa[3]
- Taula de Sant Anià, sant Crispí i sant Crispinià, del gremi de sabaters de Barcelona, atribuïda a Gabriel Guàrdia s. XV (MUHBA)